# Ananizapta
Ananizapta ist eine mittelalterliche Inschrift, die vermutlich Unheil abwehren sollte, deren Deutung bisher aber nicht gelungen ist. Nach einer Interpretation des Ingolstädter Heimatforschers Werner Karl soll sie bedeuten: „Verflucht sei der Teufel durch die Taufe des Johannes“. Erstmals belegt ist sie in einer Erfurter Handschrift aus dem Jahre 1349. Zu finden ist die Inschrift unter anderem auf zwei Stadttoren in Ingolstadt, dem Middleham Jewel im Nationalmuseum York, einem Silberkelch aus dem frühen 16. Jahrhundert im Victoria and Albert Museum in London, der großen Betglocke des Ulmer Münsters sowie auf einem Ring, den Goethe 1794 erhielt.